# Conocephalus oceanicus
Conocephalus oceanicus är en insektsart som först beskrevs av Le Guillou 1841.  Conocephalus oceanicus ingår i släktet Conocephalus och familjen vårtbitare. Inga underarter finns listade i Catalogue of Life.